# Listă de parcuri de stat din statul Arizona
Această pagină este o listă de parcuri de stat ale statului Arizona din Statele Unite ale Americii. Toate parcurile de stat ale statului Arizona sunt îngrijite de Arizona State Parks, o agenție a guvernului statului Arizona. 
Legendă: acronimul –LCRV– înseamnă the Lower Colorado River Valley -- Valea inferioară a fluviului Colorado din sud-vestul Statelor Unite și care se varsă pe teritoriul Mexicului în Golful Baja California. 
- Alamo Lake State Park (Recreativ | Camping),–LCRV–
- Boyce Thompson Arboretum State Park (Educație)
- Buckskin Mountain State Park (Recreativ | Camping),–LCRV–
- Catalina State Park (Recreativ | Camping)
- Cattail Cove State Park (Recreativ | Camping),–LCRV–
- Dead Horse Ranch State Park (Recreativ | Camping)
- Fool Hollow Lake Recreation Area (Recreativ | Camping)
- Fort Verde State Historic Park (istoric)
- Homolovi Ruins State Park (Arheologie | Recreativ | Camping)
- Jerome State Historic Park (Istoric)
- Kartchner Caverns State Park (Recreativ | Educativ | Camping)
- Lake Havasu State Park (Recreativ | Camping),–LCRV–
- Lost Dutchman State Park (Recreativ | Camping)
- Lyman Lake State Park (Recreativ | Camping)
- McFarland State Historic Park (Istoric)
- Oracle State Park (Educație de grup)
- Patagonia Lake State Park (Recreativ | Camping)
- Picacho Peak State Park (Recreativ | Camping)
- Red Rock State Park (Recreativ | Educativ)
- Riordan Mansion State Historic Park (Istoric)
- Roper Lake State Park (Recreativ | Camping)
- San Rafael Ranch State Park (Istoric)
- Slide Rock State Park (Recreativ)
- Sonoita Creek Natural Area (se găsește în construcție)
- Tombstone Courthouse State Historic Park (Istoric)
- Tonto Natural Bridge State Park (Recreativ)
- Tubac Presidio State Historic Park (Istoric)
- Yuma Crossing State Historic Park (Istoric),–LCRV–
- Yuma Territorial Prison State Historic Park (Istoric),–LCRV–